# Јован Рилски
Свети Јован Рилски (буг. Свети Йоан (Иван) Рилски) (пре 876-946) је најзначајнији бугарски светитељ. Сматра се за покровитеља Бугара, ктитор и оснивача главног манастира у Бугара — Рилског манастира.
Рођен је вероватно пре 876. у Скрини код краја Дупница а умро на 18. август 946. године (по јулијанском календару). Живео је за време цара Бориса I и цара Симеона Великог, а најактивнији је био за време цара Петра I (927—968). Бугарска православна црква га слави на 19. октобар, а у српском календару пада на 18/31. август.
До 25. године Свети Јован Рилски био је чобанин; често је боравио сам по брдима, где је и примио љубав према Богу и тако пожелео да се потпуно посвети Божијој служби. Прво образовање је стекао у манастиру Свети Димитриј, где је проучавао богословне књиге и јачао дух. Тамо се и замонашио. Постио је и молио се високо у планинама Риле, где оснива и истоимени манастир - Рила. У свом тестаменту из 946. године каже да је "стигао у осаму Риле и да је видео да нигде нема живе душе осим дивљих зверова; крај је ненастањив." У том манастиру је извршио пуно чудеса и излечења људи од тешких болести, те га назваше и Чудотворац.
Његова слава се убрзо пренесе преко граница Бугарске у Србију и широм Европе. Чудотворца је лично посетио и бугарски цар Петар I, при томе прешавши 500 километара, од царске престонице Велике Преславе до Риле. Али Монах Јован није хтео примити цара, јер је овај био окићен златом и само му се поклонио издалека. Тај чин је још јаче пронео славу Светог Јована Рилског у православном свету и умножио број његових ученика који су долазили из читаве Бугарске.
Након смрти 946. године Свети Јован је погребен поред Рилског манастира, а цар Петар I је наредио да се мошти пренесу у град Средец (данашња Софија) где је Јован Рилски био посвећен (канонизован) као први и највећи бугарски светитељ. Византијски писац Ђурђе Скилица, је писао о излечењу византијског цара Манојла I Комнина (1143—1180) приликом посте свечевим моштима у Средецу.
Године 1183. у време мађарско-византијског рата, мађарски краљ Бела III заузима Средец и односи мошти Светог Јована Рилског у своју престоницу Гран (Естергом). Легенда говори да тамошњи католички надбискуп није прихватао колико је велик светитељ Јован Рилски, и да је због тога онемео. Надбискуп се покајао и поклонио моштима Светог Јована Рилског, молио за опроштај, на шта му се говор повратио. Запрепашћени том чудом 1187. Мађари врате мошти Бугарима.
Дана 1. јула Бугарска црква слави пренос мошти од Великог Трнова до рилског манастира. Године 1195. цар Асен их преноси у престоницу Трново. Године 1496. по заповеди султана, монаси рилског манастира преносе их посљедњи пут, из Трнова у рилски манастир, где почивају и данас у посебном ковчегу поред иконостаса.
Житије светитељево које је саставио Патријарх трновски Јефтимије у другој половини 14. века, сачувало се у више рукописа. Штампано је први пут 1671. године у Кијеву, а касније по рукописима који су се налазили по Бугарској, штампано је издање у Београду. Два рилска калуђера Неофит и Јоасаф су га 1837. године издали у Србији, али то је било новија измењена верзија. У књизи се нашао и додати спис Србина "Владислава граматика" (из манастира Пресвете Богородице, у Скопској Црној Гори, 1479. године), о преношењу моштију Св. Јована из Трнова у Рилски манастир.